# Palaemnema melanura
Palaemnema melanura är en trollsländeart som beskrevs av Donnelly 1992. Palaemnema melanura ingår i släktet Palaemnema och familjen Platystictidae. IUCN kategoriserar arten globalt som livskraftig. Inga underarter finns listade i Catalogue of Life.